# Jurij Marusik
Jurij Michajłowicz Marusik (ros. Юрий Михайлович Марусик, ur. 13 maja 1962) – rosyjski arachnolog specjalizujący się w pająkach.

## Życiorys
Uzyskał stopień licencjacki na katedrze entomologii Petersburskiego Uniwersytetu Państwowego w 1984, a w 1988 tytuł doktora na wydziale biologii i pedologii tej uczelni. Od 1994 pracuje jako profesor nadzwyczajny na Uniwersytecie w Magadanie.
Jest członkiem Międzynarodowego Towarzystwa Arachnologicznego, Amerykańskiego Towarzystwa Arachnologicznego, Europejskiego Towarzystwa Arachnologicznego, Euroazjatyckiego Towarzystwa Arachnologicznego, Rosyjskiego Towarzystwa Entomologicznego, Brytyjskiego Towarzystwa Arachnologicznego oraz Towarzystwa Arachnologicznego Azji Południowo-Wschodniej.
Zajmuje się taksonomią, faunistyką i zoogeografią wszystkich grup pająków Syberii i północno-zachodniej Ameryki Północnej.

## Niektóre taksony nazwane jego nazwiskiem
- Diplocephalus marusiki Eskov, 1988[2]
- Mughiphantes marusiki (Tanasevitch, 1988)[3]
- Clubiona marusiki Mikhailov, 1990[4]
- Yllenus marusiki Logunov, 1993[5]
- Philodromus marusiki (Logunov, 1997)[6]
- Micaria marusiki Zhang, Song & Zhu, 2001[7]
- Belisana marusiki Huber, 2005[8]

## Wybór publikacji
- Yu. M. Marusik. Three new wandering spider species (Aranei Lycosidae Gnaphosidae) from Mongolia. „Arthropoda Selecta”. 2 (1), s. 77-81, 1993.
- K. Yu. Eskov, Yu. M. Marusik. On the Siberio-Nearctic eriigonine spider genus Silometopoides (Araneida: Linyphiidae). „Reichenbachia”. 29 (19), s. 97-103, 1992.
- K. Yu. Eskov, Yu. M. Marusik. Fossil spiders of the family Nesticidae (Chelicerata, Araneida). „Paleontol. Zh.”. 2, s. 87-95, 1992.
- K. Yu. Eskov, Yu. M. Marusik. On the Siberio-Nearctic erigonine spider genus Silometopoides (Araneida: Linyphiidae). „Reichenbachia”. 29 (19), s. 97-103, 1992.
- K. Yu. Eskov, Yu. M. Marusik. The spider genus Centromerus (Aranei, Linyphiidae) in the fauna of Siberia and the Russian Far East, with an analysis of its distribution. „Arthropoda Selecta”. 1 (2), s. 33-46, 1992.
- K. Yu. Eskov, Yu. M. Marusik. On the mainly Siberian spider genera Wubanoides, Parawubanoides gen.n., and Poeciloneta (Aranei Linyphiidae). „Arthropoda Selecta”. 1 (1), s. 21-38, 1992.
- Yu. M. Marusik, K. Yu. Eskov, D. V. Logunov, A. M. Basarukin. A check-list of spiders (Arachnids: Aranei) from the Sakhalin and Kuril Islands. „Arthropoda Selecta”. 1 (4), s. 73-85, 1992.
- Yu. M. Marusik, S. Koponen. A review of Meta (Araaneae, Tetragnathidae), with description of two new species. „Journal of Arachnology”. 20 (2), s. 137-143, 1992.
- Yu. M. Marusik, K. Yu. Eskov, J. P. Kim. A review of Meta (Araaneae, Tetragnathidae), with description of two new species. „Korean Arachnol.”. 8 (1/2), s. 129-158, 1992.
- Yu. M. Marusik, Galina N. Azarkina, Seppo Koponen. A Survey of East Palaearctic Lycosidae (Aranei). II. Acantholycosa F. Dahl, 1908 and related new genera. „Arthropoda Selecta”. 12 (2), s. 101-148, 1988.
- Yu. M. Marusik. Fauna and populations of petrophilous spiders (Arachnida: Araenae) of north-east Siberia and north-west Canada. „Arthropoda Selecta: European Arachnology 2003”, s. 185-200, 2003.